# Transmission (client BitTorrent)
Transmission este un client BitTorrent care prezintă o varietate de interfețe a utilizatorului pe deasupra unui fundal multiplatformă.